# カレドン川
カレドン川（カレドンがわ、Caledon River）は、南部アフリカを流れる河川。ソト語ではモホカレ。オレンジ川の支流で、かつてのクワクワ・ホームランドのドラケンスバーグ山脈を源流とし、レソトと南アフリカの国境をなしながら南西に流れ、レソトの首都マセルの西を流れ、オレンジ自由州の南部にあるBethulie付近でオレンジ川に合流する。
カレドン川はマセルやオレンジ自由州の主な水源となっているが、乾季には水不足を引き起こすことがある。これを防ぐため、カレドン川にはMuela Damや Meulspruit Damが建設され、水を蓄えている。2003年の旱魃の際にはこれらのダムから水が供給された。
カレドン川流域に主に居住しているのはソト人である。カレドン渓谷は肥沃であり、古くから穀倉地帯となっていた。このため、19世紀にはモショエショエ1世のレソト王国と白人殖民国家のオレンジ自由国との係争地となったが、最終的には武力に勝るオレンジ自由国が平野の広がるカレドン川西岸をもぎとり、以後カレドン川が両国の国境となった。